# 5322 Ghaffari
5322 Ghaffari eller 1986 QB1 är en asteroid i huvudbältet som upptäcktes den 26 augusti 1986 av den belgiske astronomen Henri Debehogne vid La Silla-observatoriet. Den är uppkallad efter matematikern Abolghassem Ghaffari.
Asteroiden har en diameter på ungefär 11 kilometer och den tillhör asteroidgruppen Koronis.